# Thryonomys gregorianus
La rata de las cañas menor, también conocido como aulácodo gregoriano, cortacésped menor o aulácodo menor (Thryonomys gregorianus) es una especie de roedor histricomorfo de la familia Thryonomyidae. Se encuentra en Camerún, Chad, República Democrática del Congo, Etiopía, Kenia, Malaui, Sudán del Sur, Tanzania, Uganda, Zambia, Zimbabue y posiblemente Mozambique. Sus hábitats naturales son los matorrales secos subtropicales o tropicales, los pastizales secos de tierras bajas subtropicales o tropicales y los humedales dominados por arbustos.

## Descripción
La rata de caña menor crece hasta una longitud de aproximadamente 38 centímetros (15,0 plg), de los cuales aproximadamente una cuarta parte corresponde a la cola. Los machos suelen ser más grandes que las hembras. El peso promedio de la rata de caña menor es de 1,4 a 2,4 kg (3,1 a 5,3 lb) en los machos y de 1,8 a 1,9 kg (4 a 4,2 lb) en las hembras y son un poco menos de la mitad del tamaño de la rata de caña mayor. Sin embargo, algunos machos son tan grandes como 3,5 a 5 kg (7,7 a 11,0 lb) aproximadamente el tamaño de una rata de caña mayor promedio. El pelo es áspero y más bien parecido a cerdas y se encuentra plano contra el cuerpo. Las orejas son pequeñas y casi ocultas en el pelaje. Los pies son largos con tres dedos funcionales, palmas desnudas y garras fuertes. La espalda y los costados del animal son de color marrón amarillento o grisáceo y las partes inferiores de color blanco grisáceo. La cola tiene algunas cerdas y escamas y es marrón por encima y blanca por debajo.
Su cariotipo tiene 2n = 40 y FN = 80.

## Distribución y hábitat
La rata de caña menor es originaria de África central y oriental y de las partes más septentrionales del sur de África. Las principales partes de su área de distribución son el sur de Sudán, toda Uganda, el oeste de Kenia, Tanzania, Zambia, Malaui y Zimbabue, pero también se encuentra esporádicamente en algunos de los países vecinos. Se encuentra en zonas verdes abiertas, en los márgenes de los pantanos y en los bosques, y se ha registrado a una altitud de 2600 metros (2843,4 yd) sobre el nivel del mar en las montañas Rwenzori. Ocupa un área de distribución muy similar a la rata de caña mayor (Thryonomys swinderianus), pero esta especie es más acuática y frecuenta las orillas de los ríos y lagos.

## Comportamiento
La rata de caña menor es nocturna y se desplaza principalmente sola, aunque puede vivir en un pequeño grupo familiar. Aunque su vista es deficiente, tiene un agudo sentido del oído y sus individuos se comunican entre sí mediante gruñidos y silbidos, y pueden golpear el suelo con las patas para advertir a los demás del peligro. Es herbívora y se alimenta de hierbas, semillas, granos, frutas y otros materiales vegetales. Un alimento importante suele ser la hierba de elefante (Pennisetum purpureum), pero esta rata es oportunista y también se alimenta de cultivos como el maní, el maíz, la batata, la mandioca y la calabaza.
La temporada de reproducción es en la temporada de lluvias y puede haber dos camadas al año. El período de gestación dura unos tres meses y el tamaño de la camada suele ser de dos o tres crías. Estas son precoces y pueden moverse poco después del nacimiento. Se esconden en nidos en la hierba, donde la hembra los visita a intervalos para permitirles amamantar. Alcanzan la madurez sexual alrededor del año y probablemente viven tres años.

## Estado
La rata de caña menor está clasificada como de "Preocupación menor" por la UICN en su Lista Roja de Especies Amenazadas. Aunque no se conoce el área de distribución precisa de la rata de caña menor ni su tendencia poblacional, es una especie bastante común y no enfrenta amenazas específicas. Se consume como carne de animales silvestres en algunas partes de su área de distribución.